# カールハインツ・ベーム
カールハインツ・ベーム（Karlheinz Böhm, 1928年3月16日 - 2014年5月29日）は、ヘッセン州ダルムシュタット生まれのオーストリアの俳優。日本では他にカール・ハインツ・ベーム、カール＝ハインツ・ベーム、カール・ベームの表記もある。

## 来歴
父は名指揮者のカール・ベーム、母はオペラ歌手。映画監督を志しカール・ハートル監督に師事したが、俳優に転向した。それからは旧西ドイツ映画をはじめ、ハリウッド映画、フランス映画、イギリス映画、アメリカのテレビドラマに出演し、国際的に活躍した。
『プリンセス・シシー』3部作（1955年～57年）ではロミー・シュナイダー扮するシシー（エリザベート）の夫フランツ・ヨーゼフ1世を演じ、映画の大ヒットと共に一躍脚光を浴びた。
この作品は現在でもドイツではDVD化され、人気の高い作品である。その後も、1959年の『未完成交響楽』では報われない恋に苦悩するシューベルトを、1960年の『血を吸うカメラ』では幼少期の父親による心理実験の犠牲になった主人公の青年、1961年の『ベートーヴェン/気骨の楽聖』ではベートーヴェン、1962年の『不思議な世界の物語』ではグリム兄弟の兄ヤーコプなど様々な役を演じている。なお、シューベルトとベートーヴェンは父カール・ベームの指揮者としての中心的なレパートリーでもあった。
父親の指揮したプロコフィエフ作曲「ピーターと狼」（ウィーン・フィルハーモニー管弦楽団）ではドイツ語と英語のナレーターを担当している。なお、ドイツ語のテキストはクラウス・グロイナーによって自由に脚色されたもの。
1963年の『Du rififi à Tokyo』（日本未公開。ジャック・ドレー監督）では岸惠子、E・H・エリック（クレジットでは岡田英次となっている。理由は不明）らと共演。そして、この映画の撮影のため来日。スタジオでの撮影のほか、東京都内（御茶ノ水、歌舞伎町、銀座、第一生命ビル、新宿コマ劇場など）や三浦半島でロケが行われた。
1970年代に入ってからは『自由の代償』などライナー・ヴェルナー・ファスビンダー監督作品に複数出演した。
1981年、「Menschen für Menschen」を設立し、アフリカ救済活動に取り組んだ。
娘のカタリナ・ベームも女優として活躍している。
2001年、ドイツ連邦共和国功労勲章を受章（大功労十字星章）。
2008年、第58回ベルリン国際映画祭で特別功労賞（ベルリナーレ・カメラ賞）（Berlinale Kamera）を受賞。
2014年、ザルツブルク近郊のグレーディヒにて死去。

## 主な出演作品
- 妖花アラウネ Alraune (1952)
- プリンセス・シシー Sissi (Film) (1955)
- 若き皇后シシー[3] Sissi - Die junge Kaiserin (1956)
- ニーナ Nina (1956)
- シシー　ある皇后の運命の歳月[4] Sissi - Schicksalsjahre einer Kaiserin (1957)
- 地獄の罠 Too Hot to Handle (1959)
- 未完成交響楽[5] Das Dreimäderlhaus (1959)
- 血を吸うカメラ Peeping Tom (1960)
- 黙示録の四騎士 The Four Horsemen of the Apocalypse (1961)
- ベートーヴェン/気骨の楽聖 The Magnificent Rebel (1961)
- 不思議な世界の物語 The Wonderful World of the Brothers Grimm (1962)　-　第35回米国アカデミー賞衣裳デザイン賞（カラー部門）受賞作品
- 翼のリズム Come Fly with Me (1963)
- コンバット! Combat! (1963)
- バージニアン The Virginian (1963)
- バークにまかせろ Burke's Law (1963)
- ベネチア事件 The Venetian Affair (1966)
- 自由の代償 Faustrecht der Freiheit (1975)